# Левассёр, Жан Анри
Жан Анри Левассёр (фр. Jean Henry Levasseur, часто Левассёр-младший, фр. Levasseur le Jeune, чтобы отличать от Пьера Франсуа Левассёра; 1764—1826) — французский виолончелист и композитор.

## Биография
Обучался под руководством Жана Батиста Кюпи и Жана Луи Дюпора. С 1782 года работал в оркестре Парижской оперы. В 1789—1820 годах был концертмейстером оркестра. Входил в состав придворной капеллы.
Левассёр вёл концертную деятельность. В 1795—1826 годах преподавал в Парижской консерватории виолончель, участвовал в завершении начатой его учителем Кюпи виолончельной «Школы Парижской консерватории» (фр. Méthode de violoncelle…) (1805). Среди учеников Левассёра, в частности, Огюст Франкомм. Писал сонаты, этюды и дуэты для виолончели.